# Mestský štadión Žiar nad Hronom
Mestský štadión Žiar nad Hronom – stadion piłkarski w Żarze nad Hronem, na Słowacji. Został otwarty w 1952 roku. Może pomieścić 2300 widzów. Swoje spotkania rozgrywają na nim piłkarze klubu FK Pohronie.

## Charakterystyka
Budowa stadionu rozpoczęła się w 1950 roku, a jego otwarcie miało miejsce w roku 1952. Pierwotnym użytkownikeim obiektu był klub FK Žiar nad Hronom. Prace nad stadionem dokończono przed spartakiadą w 1962 roku. W 1971 roku oddano do użytku trybunę główną. 8 maja 1999 roku na obiekcie rozegrano mecz finałowy piłkarskiego Pucharu Słowacji (Slovan Bratysława – Dukla Bańska Bystrzyca 3:0). W 2012 roku FK Žiar nad Hronom połączył się z zespołem TJ Sokol Dolná Ždaňa, w wyniku czego powstał FK Pohronie. Nowy klub swoje spotkania rozgrywał na stadionie w Dolnej Ždanie. W latach 2016–2017 kompletnie zrekonstruowano stadion w Żarze nad Hronem. Likwidacji uległa bieżnia lekkoatletyczna i otaczające ją trybuny oparte na wałach ziemnych, a boisko przybliżono do trybuny głównej i wybudowano dwie przylegające do niego, zadaszone trybuny (za bramką od strony północno-zachodniej i wzdłuż boiska od strony północno-wschodniej). Zmiany te spowodowały spadek pojemności stadionu z 13 500 do 2300 widzów. W ramach przebudowy powstało również sztuczne oświetlenie osadzone na czterech masztach, zmodernizowano także główną trybunę. Po modernizacji na stadion wprowadzili się piłkarze klubu FK Pohronie. W 2019 roku zespół ten wywalczył historyczny awans do I ligi. Na przełomie 2019 i 2020 roku obiekt wyposażono w podgrzewaną murawę.